# Pixela Corporation
Pixela Corporation é um fabricante japonesa de periféricos de hardware para computadores e de softwares multimídia. A empresa é conhecida por sua série de software, ImageMixer, que atualmente é fornecido com algumas câmaras de vídeo. Pixela é também famosa pela fabricação de sistemas 1seg de transmissão de dados no Japão.